# Jerzy Różycki (piosenkarz)
Jerzy Różycki (ur. 1 kwietnia 1953 w Legnicy) – polski piosenkarz i gitarzysta.

## Kariera muzyczna
Swoje pierwsze sukcesy odniósł w 1974 roku z zespołem 2 Maj - 1. miejsce w przeglądzie Supergrupa 74 przyznało zespołowi Jury pod przewodnictwem Dariusza Michalskiego. W tym samym roku udział w Krakowskim Festiwalu Piosenek i Piosenkarzy Studenckich, wyróżnienie i wyjazd na Famę. Od 1976 roku podjął współpracę z Estradą Rzeszowską i grupą Full, a następnie wraz z warszawską grupą wokalną Gem towarzyszył w koncertach i nagraniach Mariannie Wróblewskiej i Annie Jantar. W 1978 roku wszedł w skład grupy wokalnej Familia. Na przełomie roku 1979 i 1980 doszło do reorganizacji składu, ponieważ wokalista wraz z Barbarą Pysz i Marcelem Trojanem odszedł i założył początkowo zespół Gang, którego nazwa po roku działalności zmienia się na Gang Marcela. Grupa nagrała takie przeboje jak: Tyle złamanych serc, Zaświeciła moja gwiazda, Znajdziemy pośród trosk, Ojciec żył tak jak chciał, Kto jeśli nie ty, Mężczyzna i łzy oraz towarzyszyła w koncertach Krzysztofowi Krawczykowi (m.in. Związek Radziecki), a następnie Maryli Rodowicz (koncerty w Stanach Zjednoczonych, Szwecji, Czechosłowacji, na Węgrzech, w Związku Radzieckim). 
Po nagraniu polskiej wersji Some broken hearts never mend (Tyle złamanych serc) zespół Gang Marcela koncertował i nagrywał samodzielnie. W 1985 roku zdobył trzecią nagrodę na Festiwalu Polskiej Piosenki w Opolu. Od lipca 1985 roku grupa przestała istnieć. W kilka miesięcy później po namowach Andrzeja Kosmali, ówczesnego dyrektora Poznańskiego Oddziału Zjednoczonych Przedsiębiorstw Rozrywkowych Jerzy Różycki rozpoczął karierę solową jako „Samotny Gangster”, nagrał płytę pod tą samą nazwą i wylansował przeboje: W cieniu wierzb (polska wersja przeboju Gazebo pt. I Like Chopin), Napiszę do Ciebie i Samotność czeka na peronie w duecie z Krystyną Giżowską. Współpracował z Krzysztofem Krawczykiem (w czasach współpracy z Gangiem Marcela), i z poznańskim zespołem KK Studio Singers. Występował gościnnie m.in. na Pikniku Country '99. Koncertował wraz z zespołem Jasmine Trio (2002). Założył swój zespół Bazar Różyckiego.
W 2008 roku Jerzy Różycki reaktywował zespół 2 Maj, z którym dał kilkanaście koncertów oraz wydał album zatytułowany Ludzie, nie ukrywajcie uczuć, i zawierający również na nowo zrealizowane utwory z lat 70. (a znane częściowo z repertuaru siostrzanej gliwickiej grupy - Mezzoforte).

## Dyskografia

### z zespołem Gang Marcela

#### Albumy
- 1993: The Best Of... (wyd. Ania Box Music, 043, MC)
- 1993: Byle do przodu (wyd. SCD 008)
- 1993: Kolędy i Pastorałki (wyd. Ania, 010 MC)
- 1984: Country and Eastern (wyd. Tonpress N-70)
- 1984: Tyle złamanych serc (wyd. Muza SX 2192, PA)

#### Kasety magnetofonowe
- 1994: The Best of ... (wyd. MRP - Kraków, RM 023 MC)
- The Best Of ... (wyd. Top Music, P 032 MC)
- 1997: Złote przeboje (wyd. MMP - Bielsko Biała, GM-02/97 MC)

### Z zespołem 2 Maj

#### Albumy
- 2010: Ludzie, nie ukrywajcie uczuć (wyd. Radio Opole)